# Artomyces turgidus
Artomyces turgidus är en svampart som först beskrevs av Joseph-Henri Léveillé, och fick sitt nu gällande namn av Jülich 1982. Artomyces turgidus ingår i släktet Artomyces och familjen Auriscalpiaceae.   Inga underarter finns listade i Catalogue of Life.